# Lista över banker i Hongkong
Hongkong är Östasiens finansiella centrum. Hongkong har den högsta koncentrationen av bankinstitutioner i världen. 71 av de 100 största bankerna i världen har etableringar i Hongkong. I slutet av september 2004 bedrev 133 licensierade banker, 42 begränsade licensierade banker och 36 inlåningsinstitut verksamhet, totalt 211 auktoriserade institutioner med 1 295 lokala filialer. 186 av dessa 211 ägs av intressen från 31 länder. Därtill finns 85 lokala representantskontor för utländska banker i Hongkong.

## Licensierade banker
Licensierade banker kan handha checkkonton och sparkkonton, och accepterar deposition av vilken storlek och förfallotid som helst, betala eller kassera in checkar skrivna av eller betalda av sina kunder.

### Licensierade banker i Hongkong
- Public Bank (Hong Kong) Limited
- Bank of China (Hong Kong) Limited
- Bank of East Asia, Limited (The)
- China Construction Bank (Asia) Limited
- China Construction Bank (Asia) Corporation Limited
- Chiyu Banking Corporation Limited
- Chong Hing Bank Limited
- Citibank (Hong Kong) Limited
- China Citic Bank International Limited
- Dah Sing Bank Limited
- DBS Bank (Hong Kong) Limited
- Fubon Bank (Hong Kong) Limited
- Hang Seng Bank Ltd.
- Hongkong and Shanghai Banking Corporation Limited (The)
- Industrial and Commercial Bank of China (Asia) Limited
- Mevas Bank Limited
- Nanyang Commercial Bank, Limited
- Shanghai Commercial Bank Ltd.
- Standard Bank Asia Limited
- Standard Chartered Bank (Hong Kong) Limited
- Tai Sang Bank Ltd.
- Tai Yau Bank Ltd.
- Wing Hang Bank Ltd.
- Wing Lung Bank Limited

### Licensierade banker inkorporerade utanför Hongkong
- ABN Amro Bank N.V.
- Agricultural Bank of China
- American Express Bank Limited
- Australia and New Zealand Banking Group Limited
- Baden-Württembergische Bank Aktiengesellschaft
- Banca di Roma, Societa' Per Azioni
- Banca Intesa S.P.A., också känd som: Intesa S.P.A.
- Banca Monte Dei Paschi Di Siena S.P.A.
- Banca Nazionale del Lavoro S.P.A.
- Banco Bilbao Vizcaya Argentaria S.A.
- Bangkok Bank Public Company Limited
- Bank Melli Iran
- Bank of America, National Association
- Bank of China Limited
- Bank of Communications
- Bank of India
- Bank of Montreal
- Bank of New York (The)
- Bank of Nova Scotia (The)
- Bank of Taiwan
- Bank of Tokyo-Mitsubishi UFJ, Ltd.(The)
- Bank Sinopac
- Barclays Bank Plc
- Bayerische Hypo- und Vereinsbank Aktiengesellschaft
- Bayerische Landesbank
- Belgian Bank
- BNP Paribas
- BNP Paribas Private Bank
- Calyon
- Canadian Imperial Bank of Commerce
- Cathay United Bank Company, Limited
- Chang Hwa Commercial Bank, Ltd.
- Chiba Bank, Ltd. (The)
- China Construction Bank Corporation
- China Merchants Bank Co., Ltd.
- Chinatrust Commercial Bank, Ltd.
- Chugoku Bank, Ltd. (The)
- Citibank, N.A.
- Commerzbank
- Commonwealth Bank of Australia
- Rabobank (Coöperatieve Centrale Raiffeisen - Boerenleenbank B.A.)
- Coutts Bank Von Ernst AG, också känd som: Coutts Bank Von Ernst SA, Coutts Bank Von Ernst Ltd
- Crédit Lyonnais
- Credit Suisse
- DBS Bank Ltd.
- Deutsche Bank Aktiengesellschaft
- DZ Bank AG (Deutsche Zentral-Genossenschaftsbank), Frankfurt Am Main
- E.Sun Commercial Bank, Ltd.
- EFG Private Bank SA
- Equitable Pci Bank, Inc.
- Erste Bank Der Oesterreichischen Sparkassen AG
- First Commercial Bank, Ltd.
- Fleet National Bank
- Fortis Bank
- Governor and Company of The Bank of Scotland (The)
- Hachijuni Bank, Ltd. (The)
- Hana Bank
- Hong Leong Bank Berhad
- HSBC Bank International Limited
- HSBC Bank plc
- HSBC Bank USA, National Association
- HSBC Private Bank (Suisse) SA
- HSH Nordbank AG
- Hua Nan Commercial Bank, Ltd.
- Indian Overseas Bank
- Industrial and Commercial Bank of China (The)
- ING Bank N.V.
- International Bank of Taipei
- International Commercial Bank of China Co., Ltd. (The)
- Iyo Bank, Ltd. (The)
- JPMorgan Chase Bank, National Association
- KBC Bank N.V.
- Korea Exchange Bank
- Maybank
- Mitsubishi UFJ Trust and Banking Corporation (The)
- Mizuho Corporate Bank, Ltd.
- Natexis Banques Populaires
- National Australia Bank, Limited
- National Bank of Pakistan
- Oversea-Chinese Banking Corporation Ltd.
- Philippine National Bank
- Pt. Bank Negara Indonesia (Persero) Tbk.
- Public Bank Berhad
- Royal Bank of Canada
- Royal Bank of Scotland Plc (The)
- Sanpaolo Imi S.P.A.
- Shiga Bank Limited (The)
- Shinkin Central Bank
- Shizuoka Bank, Ltd.
- Société Générale
- Standard Chartered Bank
- State Bank of India
- State Street Bank and Trust Company
- Sumitomo Mitsui Banking Corporation
- Svenska Handelsbanken Ab (Publ)
- Taipei Fubon Commercial Bank Co., Ltd.
- Taishin International Bank Co., Ltd
- Taiwan Business Bank
- Toronto-Dominion Bank
- UBS AG,  also known as: UBS SA, UBS Ltd
- UCO Bank
- Unicredito Italiano Societa' Per Azioni
- United Commercial Bank
- United Overseas Bank Ltd.
- Wells Fargo Bank, National Association
- Westlb AG
- Westpac Banking Corporation
- Woori Bank

## Begränsade licensierade banker
Begränsade licensierade banker är huvudsakligen engagerade i affärsbanker och i kapitalmarknad. De kan ta deposition upp till HK$500 000 med en förfallotid på vad som helst.

### Begränsade licensierade banker inkorporerade i Hongkong
- Absa Bank (Asia) Limited
- AIG Finance (Hong Kong) Limited
- Allied Banking Corporation (Hong Kong) Limited
- Bank of America Securities Asia Limited
- Bank of Baroda (Hong Kong) Limited
- BOCI Capital Limited
- Canadian Eastern Finance Limited
- Citicorp Commercial Finance (H.K.) Limited
- Citicorp International Limited
- GE Capital (Hong Kong) Limited
- Hang Seng Finance Limited
- Indover Bank (Asia) Limited
- Industrial And Commercial International Capital Ltd.
- J. P. Morgan Securities (Asia Pacific) Limited
- KDB Asia Limited
- Kookmin Bank Hong Kong Limited
- Mitsubishi Securities (HK), Limited
- Mizuho Corporate Asia (HK) Limited
- N.M. Rothschild & Sons (Hong Kong) Limited
- Orix Asia Limited
- Pacific Finance (Hong Kong) Limited
- Scotiabank (Hong Kong) Limited
- Shinhan Finance Limited
- Société Générale Asia Limited
- UBAF (Hong Kong) Limited

### Begränsade licensierade banker inkorporerade utanför Hongkong
- Bank of Ayudhya Public Company Limited
- Bank of Bermuda, Limited (The)
- Bumiputra-Commerce Bank Berhad
- Dexia Banque Internationale À  Luxembourg
- Hypo Real Estate Bank International
- Industrial Bank of Korea
- Kasikornbank Public Company Limited
- Lloyds TSB Bank Plc
- Mashreq Bank - Public Shareholding Company, också känd som: Mashreqbank Psc
- Nedbank Limited
- Pt. Bank Mandiri (Persero) TBK
- Siam Commercial Bank Public Company Ltd. (The)
- Thai Military Bank Public Company Limited
- Union Bank of California, N.A.
- Wachovia Bank, National Association

## Depostionsföretag
Depostionsföretag är mestadels ägda av, eller associerade med banker. Dessa företag specialiserar sig på kundekonomi och säkerhetsaffärer. De kan ta deposition upp till HK$100 000 med en förfallotid på minst tre månader.

### Depostionsföretag i Hongkong
- Argo Enterprises Co. Ltd.
- BCOM Finance (Hong Kong) Limited
- BII Finance Company Limited
- BPI International Finance Limited
- C.F. Finance Co. Ltd.
- Chau's Brothers Finance Company Limited
- Chohung Finance Limited
- Commonwealth Finance Corporation Limited
- Corporate Finance (D.T.C.) Limited
- Delta Asia Credit Limited
- Edward Wong Credit Limited
- First Metro Int'l Investment Company Limited
- Gunma Finance (Hong Kong) Limited
- Habib Finance International Limited
- Hachijuni Asia Limited
- HBZ Finance Limited
- Henderson International Finance Limited
- HKCB Finance Limited
- Hung Kai Finance Co. Ltd.
- IBA Credit Limited
- Inchroy Credit Corporation Ltd.
- Indo Hong Kong International Finance Ltd.
- Kexim Asia Limited
- Korea First Finance Ltd.
- Liu Chong Hing Finance Ltd.
- Michinoku Finance (Hong Kong) Limited
- Octopus Cards Limited
- Orient First Capital Limited
- Primecredit Limited
- Public Finance Co., Ltd.
- Shacom Finance Ltd.
- Sumitomo Trust Finance (H.K.) Limited (The)
- Vietnam Finance Company Limited
- Wing Hang Finance Co. Ltd.
- Wing Lung Finance Ltd.

## Lokala representativa kontor i Hongkong
Utländska banker kan upprätta lokala kontor Hongkong. De är inte tillåtna att ägna sig åt bankaffärer och sin egen roll är endast för att vara en förbindelse mellan och sina kunder i Hongkong.
- AIG Private Bank Ltd.
- Antwerpse Diamantbank NV, också känd som: Antwerp diamond Bank Nv
- Arab Bank Plc
- Banca Antoniana-Popolare Veneta S.C.A R.L.
- Banca del Gottardo
- Banca Popolare dell'Emilia Romagna Soc.Coop. A R.L.
- Banca Popolare di Ancona Societa' per Azioni
- Banca Popolare di Bergamo S.P.A.
- Banca Popolare di Novara – Società per Azioni
- Banca Popolare di Sondrio Soc. Coop. A R.L.
- Banca Popolare di Vicenza Soc. Coop. A R.L.
- Banco do Brasil S.A.
- Banco Popolare di Verona E Novara S.C.R.L.
- Banco Popular Español, S.A.
- Banco Santander Central Hispano, S.A.
- Bank Für Arbeit und Wirtschaft Aktiengesellschaft
- Bank Leumi Le-Israel B.M.
- Bank of Fukuoka, Ltd. (The)
- Bank of Kyoto, Ltd. (The)
- Bank of New York – Inter Maritime Bank, Genève
- Bank of Yokohama Ltd. (The)
- Banque Cantonale Vaudoise
- Banque Privee Edmond de Rothschild S.A.
- BSI Ltd
- Cariprato - Cassa di Risparmio di Prato S.P.A.
- Cathay Bank
- China Development Bank Co., Ltd.
- China Everbright Bank
- China Minsheng Banking Corporation Limited
- Chinese Bank (The)
- CITIC Group
- Clariden Bank
- Clearstream Banking
- Credit Industriel et Commercial
- Credito Bergamasco S.P.A.
- D.A.H. Hambros Bank (Channel Islands) Limited
- Depfa Investment Bank Limited
- DVB Bank N.V.
- EFG Private Bank Limited
- Euroclear Bank
- Far Eastern International Bank
- Fiduciary Trust Company International
- Fuhwa Commercial Bank Co., Ltd.
- Guangdong Development Bank Co., Ltd.
- Habib Bank A.G. Zurich
- HSBC Bank Australia Limited
- HSBC Bank Canada
- HSBC Guyerzeller Bank AG
- HSBC Trinkaus & Burkhardt (International) S.A.
- Investec Bank Limited
- Japan Bank for International Cooperation
- Juroku Bank, Ltd. (The)
- Kagoshima Bank Ltd. (The)
- Korea Development Bank (The)
- Kredietbank S.A. Luxembourgeoise
- Land Bank of Taiwan
- LGT Bank in LiechtensteinAG, också känd som: LGT Bank in Liechtenstein Ltd., LGT Banque de Liechtenstein S.A., LGT Banca di Liechtenstein S.A.
- Lloyds TSB offshore Limited
- Merrill Lynch Bank (Suisse) S.A
- Merrill Lynch International Bank Limited
- Metropolitan Bank and Trust Company
- Nanto Bank, Ltd. (The)
- National Bank of Canada
- Norinchukin Bank (The)
- Nishi-Nippon City Bank, Ltd. (The)
- Oita Bank, Limited (The)
- Ogaki Kyoritsu Bank, Ltd. (The)
- P.T. Bank Central Asia
- P.T. Bank Rakyat Indonesia (Persero)
- Raiffeisen Zentralbank Osterreich AG
- Resona Bank, Limited
- Rothschild Bank AG
- Schroder & Co Bank AG, också känd som: Schroder & Co Banque SA, Schroder & Co Banca SA, Schroder & Co Bank Ltd, Schroder & Co Banco SA
- Shanghai Pudong Development Bank Co. Ltd.
- Shenzhen Development Bank Limited
- Shoko Chukin Bank (The)
- Standard Bank of South Africa Ltd. (The)
- Standard Chartered (Jersey) Limited
- Taiwan Cooperative Bank
- UFJ Bank (Schweiz) AG, också känd som: UFJ Bank (Switzerland) Ltd., UFJ Banque (Suisse) SA, UFJ Banca (Svizzera) SA
- Union Bank of Taiwan
- Veneto Banca S.C.A.R.L.
- Yamaguchi Bank, Ltd. (The)
- Yamanashi Chuo Bank, Ltd.

## Godkända representanter i Hongkong
- Associated Capital Limited
- BGC Capital Markets (Hong Kong) Limited
- Bloomberg Tradebook Hong Kong Limited
- EBS Service Company Limited
- FX Alliance, LLC
- Higas Company Limited
- ICAP (Hong Kong) Limited
- Prebon Yamane (Hong Kong) Limited
- Reuters Transaction Services Limited
- SMBC Capital Markets Limited
- Tradition (Asia) Limited
- Tullett Liberty (Hong Kong) Limited

## Nerlagda, omdöpta eller förvärvade banker
Den här listan är ofullständig; hjälp till att utveckla den.
- Asia Commercial Bank
- Bank of America (Asia)
- Bank of Canton
- Bank of China Group
- Belgian Bank
- Canton Trust Bank
- Chartered Bank of India, Australia and China (The)
- Chekiang First Bank
- Dao Heng Bank Limited
- DBS Kwong On Bank
- Far East Bank
- First Pacific Bank
- Fortis Bank Asia HK
- Hang Lung Bank
- Hongkong Chinese Bank (The)
- Hongkong Industrial and Commercial Bank Limited
- Hong Nin Savings Bank
- Hua Chiao Commercial Bank Limited
- International Bank of Asia Limited
- Kincheng Banking Corporation
- Kwangtung Provincial Bank (The)
- Kwong On Bank
- National Bank Of China (The)
- National Commercial Bank Limited (The)
- National Industrial Bank of China
- Oriental Bank Coporation (The)
- Overseas Trust Bank Limited
- Po Sang Bank
- Sin Hua Bank Limited
- Sun Hung Kai Bank Limited
- Union Bank of Hong Kong Limited
- United Chinese Bank
- Wing On Bank
- Yien Yieh Commercial Bank